# Polyrhachis cyrtomyrmoides
Polyrhachis cyrtomyrmoides é uma espécie de formiga do gênero Polyrhachis, pertencente à subfamília Formicinae.